# 요시다 리오
요시다 리오(일본어: 吉田 莉桜, 2002년 2월 20일~)는 일본의 그라비아 아이돌이자 모델, 배우이다. 2018년 3월에 개최된 여고생 미스콘 2017-2018에 파이널리스트로 출전해 영점프상을 수상했다.